# Formica browni
Formica browni é uma espécie de formiga do gênero Formica, pertencente à subfamília Formicinae.